# Estación Dique Florentino Ameghino
Dique Florentino Ameghino era una estación que oficiaba de embarcadero en el ramal al Dique Florentino Ameghino; que a su vez era una derivación del Ferrocarril Central del Chubut que unía la costa norte de la Provincia del Chubut con la localidad de Las Plumas en el interior de dicha provincia. La estación fue erigida de forma provisoria en vinculación con las obras de la construcción del Dique Florentino Ameghino en la década de 1940. Se usó para transporte de cargas y sirvió a los campamentos de obreros allí instalados.

## Toponimia

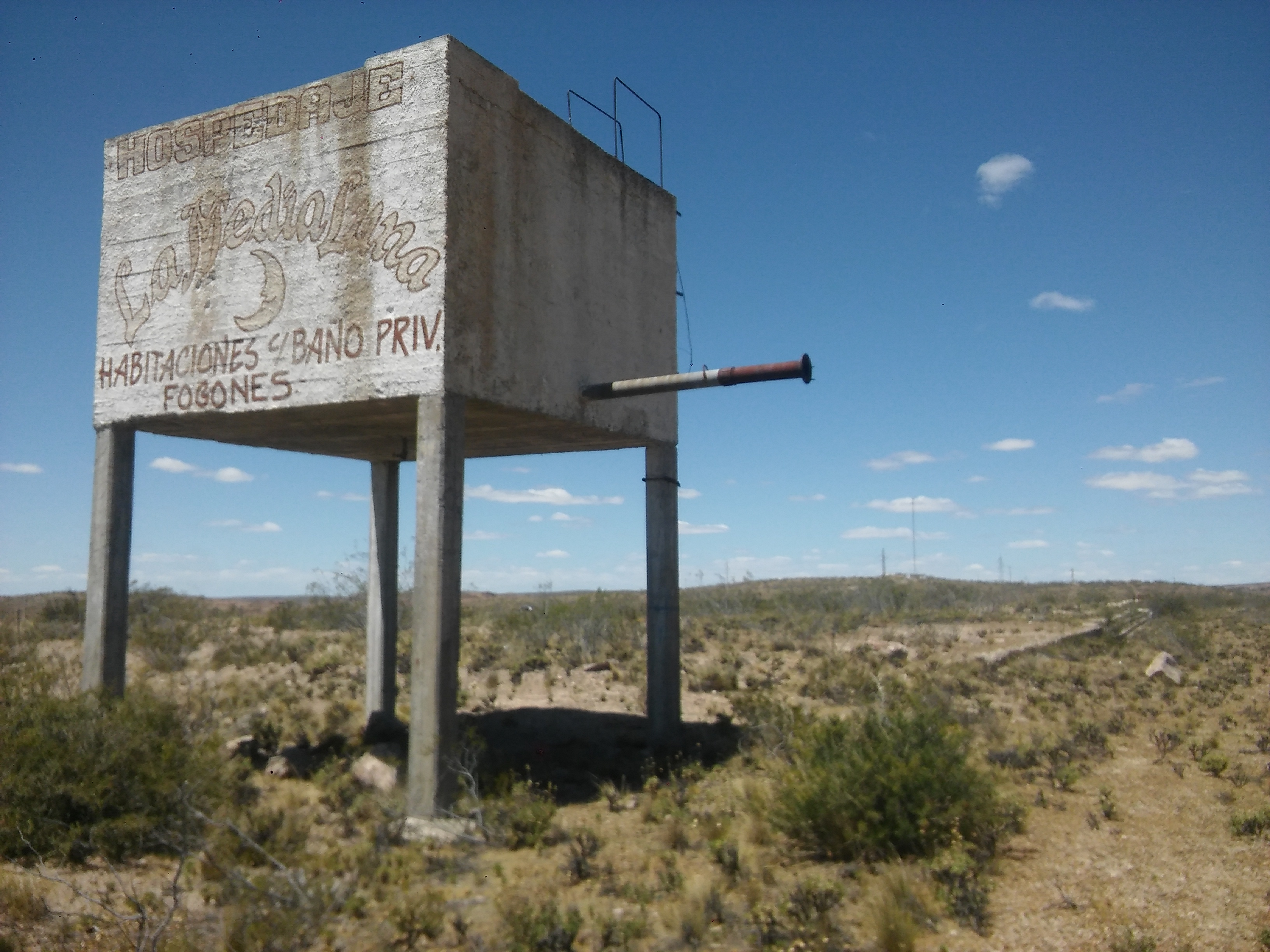
Restos del andén y playa de maniobras de la estación. Su edificio de chapa es un recuerdo y el tanque de cemento está intacto con el surtidor para locomotoras

Su nombre deriva de la obra local de ingeniera Dique Florentino Ameghino; que su vez es un homenaje al celebre naturalista Florentino Ameghino. En tanto, su otro nombre Km 10 deriva de la progresión kilométrica, desde el inicio del ramal cerca de Las Chapas, hasta este punto que marcaba el fin de este ramal.

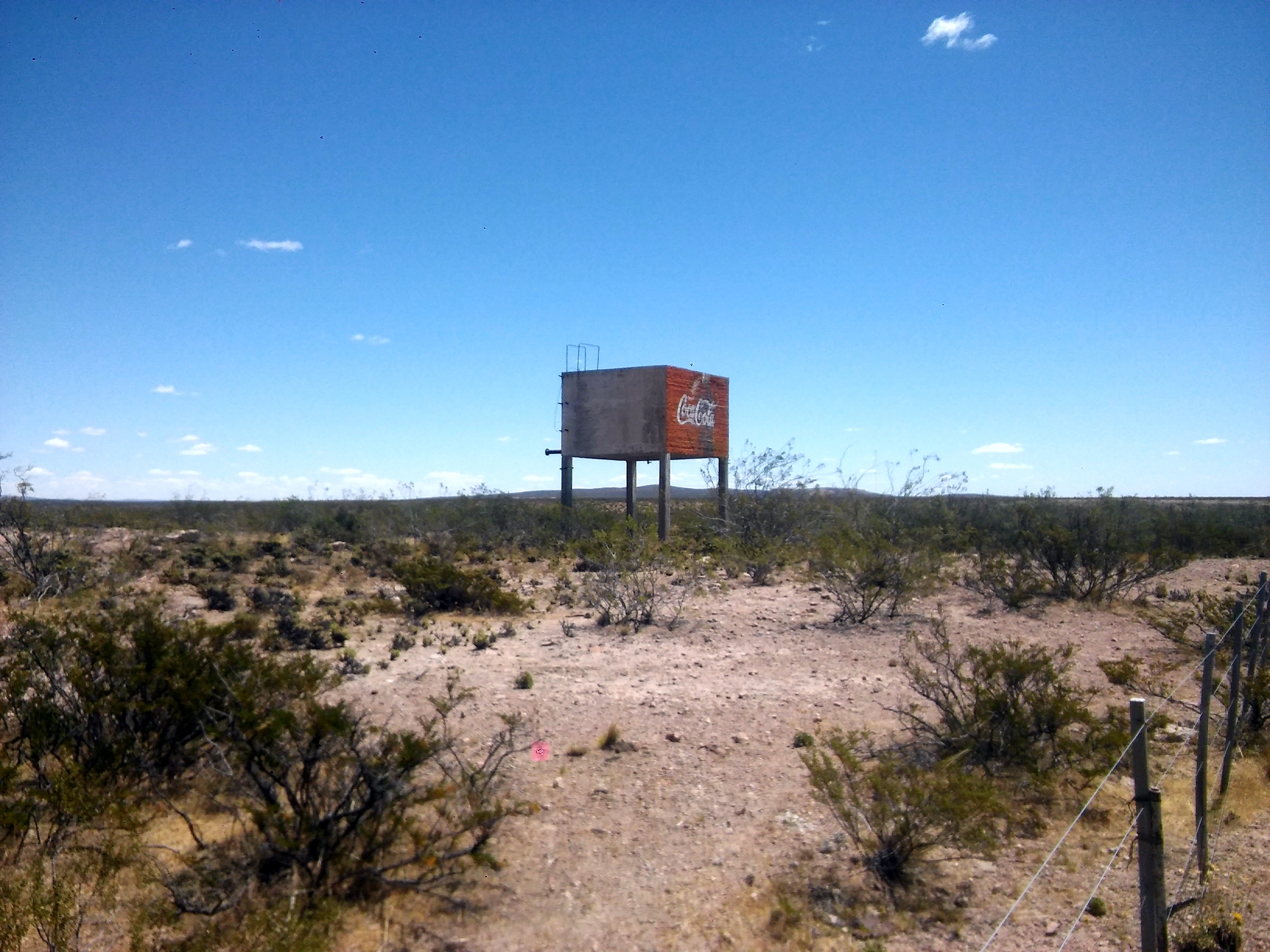
Los restos de las instalaciones de la estación desde la ruta Provincial 31.

## Características
Las obras del ramal finalizaron en 1945 y la zona de la estación fue conocida como  estación  Kilómetro 10. Su principal función era de embarcadero y habría entrado en operación oficial con la apertura de  la obra del dique el 15 de marzo de 1950.
Su existencia y la del ramal alcanzó a ser registrada solo en algunos informes de los últimos años de actividad del ferrocarril. Uno de estos relata un contingente de 500 obreros con sus familias en la naciente villa, que se habría transportado en su mayoría por con el ferrocarril. Durante su funcionamiento, se transportó más de 1500 toneladas de cemento provenientes de Comodoro Rivadavia. También, había yacimientos de caolín en los puntos cercanos.
El ramal era controlado por el personal de estación Las Chapas y era provisorio desde un principio. Fue nombrado cuando se inició como desvío particular para Dirección Nacional Agua y Energía Eléctrica (ENDE) . 
Contaba con la clásica trocha 75cm de la línea principal del ferrocarril acercaba por la meseta plana y manejable todo el material que podía. El resto del recorrido hasta la bajada del valle del embalse, con terreno que descendía abruptamente y atravesaba elevaciones le resultó imposible al ferrocarril llegar a la zona de obra del dique. Para ello se construyó una línea especial hacia abajo para llevar los materiales al nivel del río. Se conjetura que el funicular era de trocha 60cm y asociado con las operaciones de la empresa Grun y Bilfinger.
Durante la construcción del Dique Florentino Ameghino con la inauguración del ramal en los últimos años de existencia del ferrocarril se pudo mantener la operatividad de todo el sistema de cargas por unos años más hasta 1961 en que finalmente se lo cierra.
Esta línea de ferrocarril funcionó desde el 11 de noviembre de 1888 (siendo el primer ferrocarril de la Patagonia Argentina), hasta el año 1961 en que fue clausurado. 
Las instalaciones pronto fueron levantadas tras el cierre. Sin embargo, aun persisten el andén, su playa de maniobras, la base de su galpón y el tanque de agua de la misma. Todos son observables ya que persisten al costado de la ruta provincial 31.
No obstante, fue desmantelado el edificio de chapa y sus vías y todo su material rodante.

## Infraestructura
Informes de 1958 afirman que la estación cumplía tareas de embarcadero y estaba habilitada únicamente para subir y bajar pasajeros. El equipaje que no sea bulto de mano, deberá ser cargado o descargado, según el caso, por el interesado directamente en el furgón. En cuanto a las cargas se emitía guía, con indicación del embarcadero, a o de Las Chapas. Recibo y despacho cargas por vagón completo únicamente. Para desempeñar sus funciones contó con una toma de agua al dique informada. Por otro lado, según imágenes tomadas en el lugar y por satélite se contaba con un triángulo de inversión, una extensa playa de maniobras y un galpón que funcionaba como depósito para el cemento .

## Geografía
El ramal y todos sus puntos se enclavaron en una extensa planicie aluvial que finaliza abruptamente contra extensas formaciones rocosas basálticas. La abrupta interrupción de las montañas impidió que la estación se emplazara más en dirección al dique dado su irregular conformación de terreno. Además, el ferrocarril debió recorrer un ambiente árido en el que se desarrolla una somera formación vegetal de estepa.

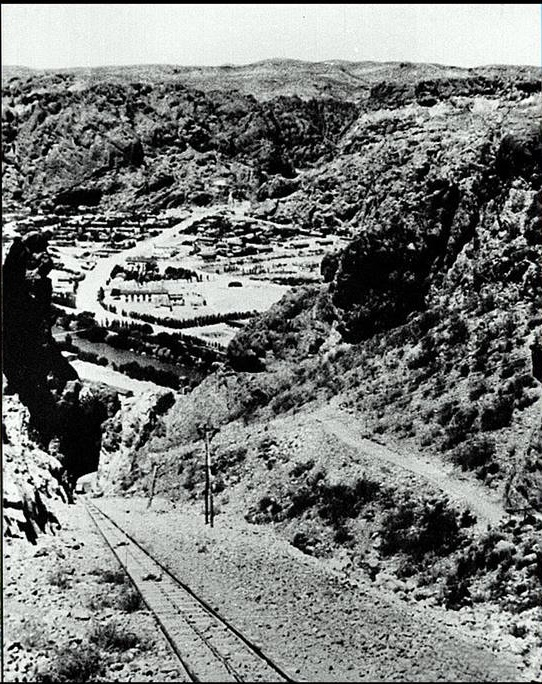
Funicular a la Villa Dique Florentino Ameghino.

## Galería

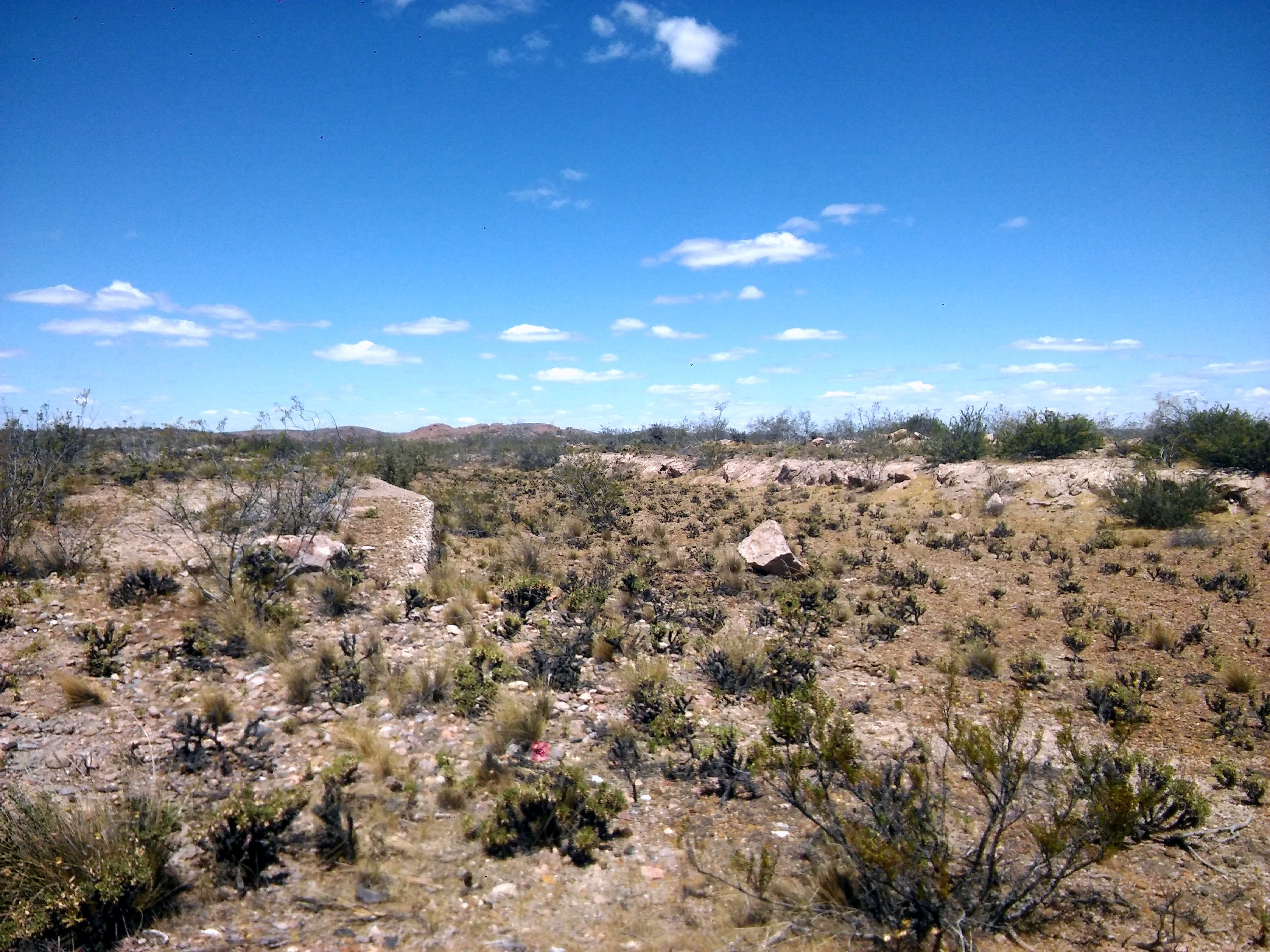
Vista de la antigua playa de maniobras de la estación. Aún hay piedras transportadas hasta allí para ser usadas en la construcción del dique.
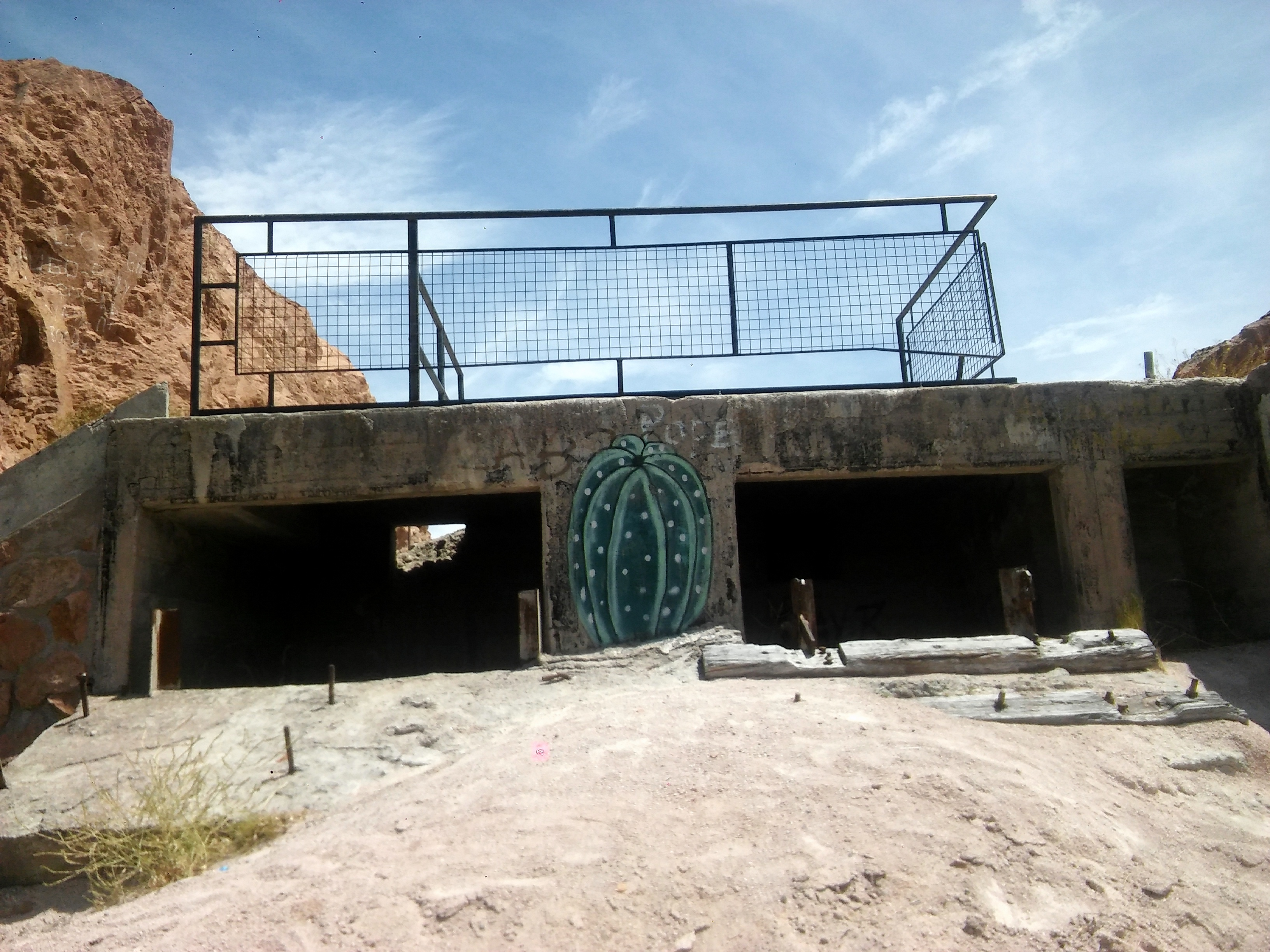
Últimos durmientes del funicular en inmediaciones a la villa.
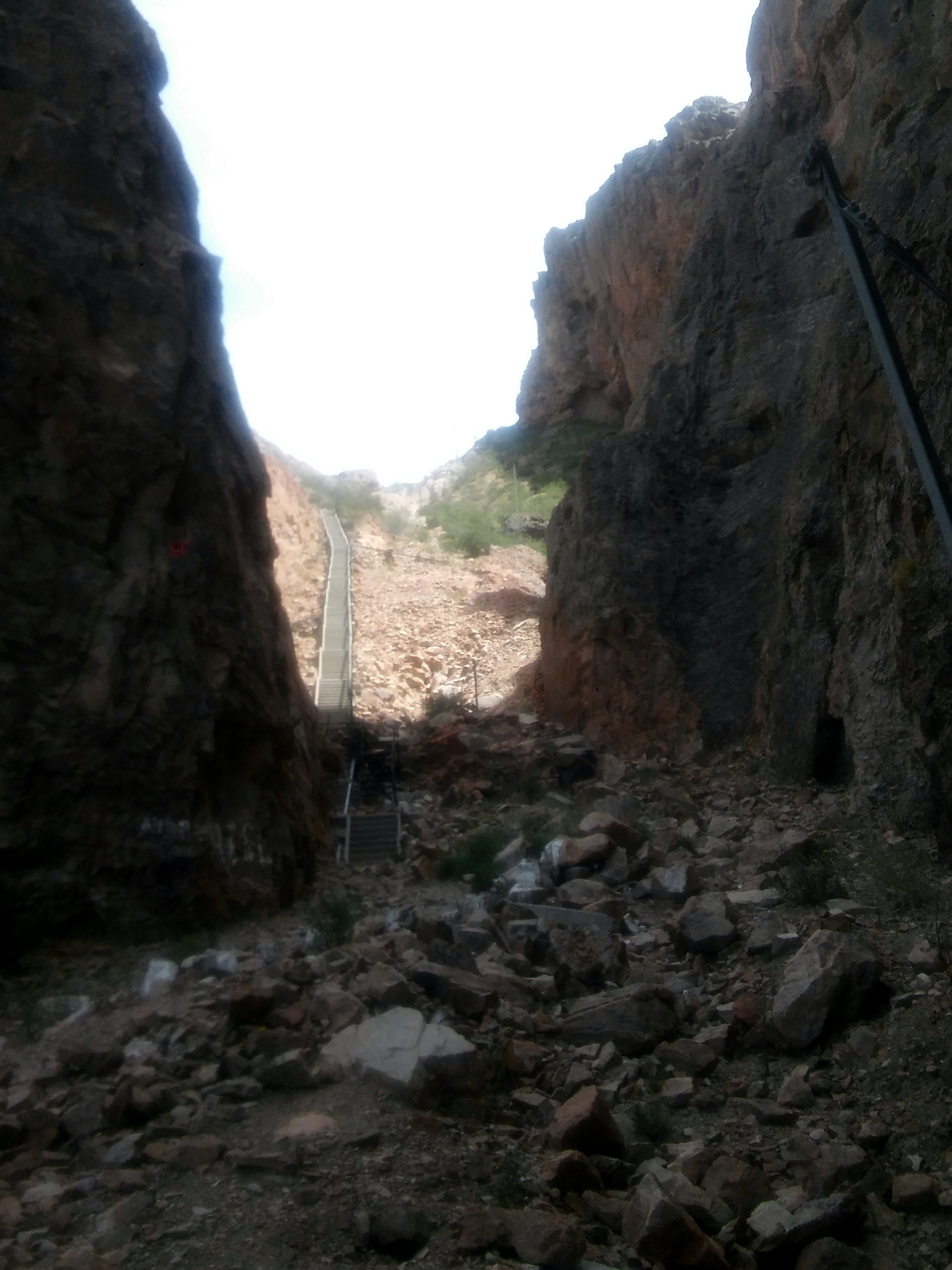
Lugar donde estuvo emplazado el funicular, donde hoy se creó una escalera que dirige a un mirador.